# Wouldn't You Rather
Wouldn't You Rather è un singolo del gruppo musicale statunitense Alter Bridge, pubblicato il 28 giugno 2019 come primo estratto dal sesto album in studio Walk the Sky.

## Descrizione
Il brano è la seconda traccia dell'album e presenta sonorità pesanti con una melodia ispirata alla musica del Medio Oriente.
Una versione dal vivo è stata inclusa nell'EP Walk the Sky 2.0 del 2020.

## Video musicale
Il video, diretto da Dan Sturgess, mostra il gruppo eseguire il brano all'interno di una stanza buia, illuminata verso il finale da una donna, la stessa che appare nella copertina dell'album.

## Tracce
1. Wouldn't You Rather – 3:49

## Formazione
Gruppo
- Myles Kennedy – voce, chitarra, strumenti ad arco, tastiera, programmazione
- Mark Tremonti – chitarra, voce
- Brian Marshall – basso
- Scott Phillips – batteria

Altri musicisti
- Michael "Elvis" Baskette – strumenti ad arco, tastiera, programmazione

Produzione
- Michael "Elvis" Baskette – produzione, missaggio
- Jef Moll – ingegneria del suono, montaggio digitale
- Josh Saldate – assistenza tecnica
- Brad Blackwood – mastering

## Classifiche
| Classifica (2019)             | Posizione massima |
| ----------------------------- | ----------------- |
| Stati Uniti (mainstream rock) | 18                |

## Date di pubblicazione
| Paese       | Data di pubblicazione | Formato           |
| ----------- | --------------------- | ----------------- |
| Mondo       | 28 giugno 2019        | Download digitale |
| Stati Uniti | 2 luglio 2019         | Airplay           |